# Lamponen (ö, lat 64,33, long 27,50)
Lamponen är en ö i Finland. Den ligger i sjön Ule träsk och i kommunen Kajana i den ekonomiska regionen  Kajana ekonomiska region  och landskapet Kajanaland, i den centrala delen av landet, 500 km norr om huvudstaden Helsingfors. Öns area är 7 hektar och dess största längd är 450 meter i nord-sydlig riktning.